# یواس‌اس گلین (ای‌پی‌ای-۲۳۹)
یواس‌اس گلین (ای‌پی‌ای-۲۳۹) (به انگلیسی: USS Glynn (APA-239)) یک کشتی بود که طول آن ۴۵۵ فوت (۱۳۹ متر) بود. این کشتی در سال ۱۹۴۵ ساخته شد.